# Liste d'États disparus
Cette liste de pays ou d'États disparus prend en compte les formations étatiques qui, à un moment ou un autre de leur histoire, ont été souveraines, mais ont cessé de l'être depuis. Les raisons provoquant la disparition d'un État indépendant sont multiples : conquête par un autre État, vassalisation, colonisation, intégration pacifique, fusion, effondrement, dislocation, scission, démembrement, changement de constitution, de régime politique et de nom.
- Haut – A
- B
- C
- D
- E
- F
- G
- H
- I
- J
- K
- L
- M
- N
- O
- P
- Q
- R
- S
- T
- U
- V
- W
- X
- Y
- Z

## A
- Abazinie
- Abiyé (région) : Soudan
- Abyssinie : ancien royaume africain, correspondant à l'actuelle Éthiopie.
- Aceh ou Adjeh : ancien sultanat de Sumatra
- Achaïe : ancien pays grec du Péloponnèse antique
- Achaïe : ancienne principauté franque du Péloponnèse médiéval
- Abodrite ou Obodrite : duché slave de Poméranie
- Acre :
  - République d'Acre : indépendance autoproclamée en 1899 après sa sécession de la Bolivie, qui conduisit les deux parties à la guerre. Formellement acheté par le Brésil en 1903
- Adiabène : royaume antique, dans l'Irak actuel
- Adria : ancienne cité-État étrusque
- Territoire français des Afars et des Issas : nom colonial de Djibouti
- Afghanistan :
  - Royaume d'Afghanistan : du 9 juin 1926 au 17 juillet 1973
- Royaumes et empires africains ; anciens pays en Afrique
- Afrique coloniale : AEF, AOF, AOA, SOAA, AOB, AOB, AOE, partage colonial
- Afrique du Sud :
  - Union d'Afrique du Sud : du 31 mai 1910 au 31 mai 1961
  - Bantoustans, 1951-1994
- Empire d'Akkad : premier empire connu de Mésopotamie au IIIe millénaire av. J.-C.
- Royaume d'Aksoum ou Axoum : ancien royaume éthiopien, précurseur de l'Abyssinie
- Al-Andalus : Espagne musulmane
- Albanie :
  - Royaume d'Albanie : de 1939 à 1944
- Alger (régence vassale et alliée de l'Empire ottoman jusqu'en 1831, puis colonie française jusqu'en 1962)
- Allemagne :
  - Saint-Empire romain germanique
  - Confédération du Rhin
  - Confédération germanique
  - Confédération d'Allemagne du Nord
  - Empire allemand
  - République de Weimar
  - Troisième Reich (Allemagne nazie)
  - République démocratique allemande : du 7 octobre 1949 au 3 octobre 1990
- Almohade (empire)
- Almoravide (empire)
- Alodie (royaume)
- Alsace-Loraine (Reichsland puis Etat fédéré de l'Empire allemand, puis République indépendante en novembre 1918; de jure jusqu'a son annexion par la France lors de l'entrée en vigueur du traité de Versailles)
- en Amérique du Nord : 
  - Amérindiens et Premières Nations
  - Amérique britannique
  - Treize Colonies
  - Nouvelle-France ; Acadie
  - Louisiane française
  - Floride occidentale (république de) ; Texas (république du) ; Californie (république de)
  - États confédérés d'Amérique : les États esclavagistes du Sud, lors de la guerre de Sécession
- en Amérique du Sud, Amérique centrale, Antilles
  - Peuples indigènes ; Peuple indigène du Brésil ; Amérindiens des Antilles ; Mésoamérique
  - Vice-royautés de Nouvelle-Espagne, du Pérou, de Nouvelle-Grenade, du Río de la Plata
- Ammon : royaume biblique au nord de Moab, en Jordanie
- Andorre (royaume d') : 1 semaine en 1934 avec Boris Skossyreff sous le nom de Boris Ier
- Angkor : ancien royaume du Cambodge
- Royaume d'Angleterre : unifié au Xe siècle, intégration dans la Grande-Bretagne en 1707
- Anjouan : sultanat intégré, sous protectorat français, dans l'archipel des Comores
- Annam : empire du centre du Viêt Nam
- Antioche (principauté d') : l'un des États latins d'Orient constitués lors des croisades, de 1098 à 1268
- Aotaeroa : confédération de royautés maories dans l'actuelle Nouvelle-Zélande
- Aquitaine : royaume mérovingien puis carolingien
- Empire arabe, dont les empires omeyyade et abbasside
- Aragon :
  - Royaume d'Aragon : exista du XIe siècle jusqu'en 1707, quand il fut conquis puis incorporé par le royaume d'Espagne
- Arles (royaume d') : royaume de Bourgogne et de Provence
- Arménie :
  - Arménie ourartéenne[N 2]
  - Royaume d'Arménie
  - Arménie cilicienne
  - République démocratique d'Arménie
- Armorique : nom donné à une partie côtière de la Gaule[N 3]
- Empire ashanti : État africain précolonial dans l'actuel Ghana
- Asie : 
  - Anciens royaumes en Asie
  - le royaume d'Alexandre et ses partages (à Babylone et Triparadisos)
  - le royaume d'Asie d'Antigone
  - le royaume de Séleucos
- Artsakh : precedemment république du Haut-Karabagh
- Empire assyrien : ancien empire du Nord de la Mésopotamie
- Khanat d'Astrakhan : Russie
- Royaume des Asturies : royaume de la péninsule ibérique du VIIIe siècle au Xe siècle, où il devint le royaume de León
- Athènes : ancienne cité-État grecque
- Atropatène : royaume mède, dans l'Azerbaïdjan iranien
- Austrasie : royaume mérovingien situé dans le Nord-Est de l'actuelle France, de 639 à 751
- Autriche :
  - Empire d'Autriche
  - Autriche-Hongrie[N 4] : empire du centre-est de l'Europe issu en 1867 du partage de l'empire d'Autriche entre l'Autriche et la Hongrie, et disparu en 1918, divisé entre l'Autriche, la Hongrie, la Tchécoslovaquie, la Pologne, la Roumanie, l'Italie et le royaume des Serbes, Croates et Slovènes
- Empire aztèque : État précolombien dans l'actuel Mexique

## B
- Babylone (royaume de ou principauté de) : annexée par Cyrus II le Grand en -539 à l'Empire perse
- Bactrie ou Bactriane : région à cheval sur les États d’Afghanistan, du Tadjikistan et de l’Ouzbékistan
- Bade (margraviat puis grand-duché de) : aujourd'hui intégré dans le land allemand de Bade-Wurtemberg
- Baekje : ancien royaume coréen
- Baguirmi : ancien État dans l'actuel Tchad
- Bâle (principauté épiscopale de) : ancien évêché de Bâle) (999? - 1792)
- Baloutchistan : aujourd'hui partagée entre, à l’ouest, l’Iran, au nord, l’Afghanistan, et à l’est, la province pakistanaise du Balouchistan
- Banten (sultanat de) : Indonésie
- Basutoland : protectorat britannique devenu le Lesotho en 1966 lors de son indépendance
- République batave[N 5]
- Batoumi (république de) : ville autonome d'Adjarie. République créée en 1919-1920 puis unie avec la Géorgie
- Bavière
  - Duché de Bavière
  - Royaume de Bavière : aujourd'hui land allemand de Bavière
  - République des conseils de Bavière : proclamée en avril 1919, ne dura que quatre semaines
- Béarn (vicomté souveraine de) : annexé au royaume de France en 1620
- Bechuanaland (protectorat du) : protectorat britannique de 1885 à 1966, date à laquelle il prit le nom de Botswana lors de l'indépendance
- Bénévent (principauté de) : principauté créée par Napoléon (1806-1814)[N 6]
- Bénin : ancien royaume du Nigeria
- Berg (duché, puis grand-duché de)
- Berghouata (émirat de) : émirat qui régna pendant 4 siècles dans la région de Tamesna (l'actuelle Rabat-Salé), il fut conquis par les Almohades en 1149
- Bernicie (royaume de) : royaume anglo-saxon qui fusionne avec le Deira au début du VIIe siècle pour donner la Northumbrie
- Biafra (république du) : État sécessionniste du Nigeria de 1967 à 1970
- Birmanie (royaume de)
- Bithynie : royaume antique d'Anatolie
- Bohême :
  - Royaume au sein du Saint-Empire romain germanique intégré à l'empire d'Autriche en 1806 puis à l'Autriche-Hongrie en 1867, puis à la Tchécoslovaquie jusqu'en 1992. Fait partie actuellement de la République tchèque ; voir aussi margraviat de Moravie
  - Protectorat de Bohême-Moravie : durant l'occupation nazie, protectorat correspondant au centre de l'actuelle République tchèque, amputée de la région des Sudètes
- Bone (royaume de) : un des principaux royaumes bugis dans la province indonésienne actuelle de Sulawesi du Sud, dans l'île de Célèbes (1330-1946).
- Bophuthatswana : ancien bantoustan d'Afrique du Sud
- Bora-Bora (royaume de) : dans les îles Sous-le-Vent, État reconnu indépendant en 1847 (convention de Jarnac) devenu officiellement français le 19 mars 1898
- Bosphore : royaume antique de la mer Noire
- Bouillon (duché de) (1676-1794) : suit le destin de la principauté de Liège à la fin du XVIIIe siècle : annexé à la France, il fait ensuite partie du royaume des Pays-Bas, puis de la Belgique
- Boukhara (khanat de) : aujourd'hui en Ouzbékistan
- Bouregreg (république du) : cité-État ayant fait sécession du Maroc en 1627 ; réunifiée au Maroc en 1666
- Bourgogne  (royaume de), Transjurane (duché), Transjurane (royaume), Cisjurane, et royaume d'Arles
- Bourgogne (duché), États bourguignons, cercle de Bourgogne
- Brabant (duché de)
- Brandebourg :
  - Marche de Brandebourg (1157-1806) : État du Saint-Empire romain germanique
  - Brandebourg-Prusse : État européen qui regroupa de 1618 à 1701, la marche de Brandebourg et le duché de Prusse
- Brésil (empire du)
- Bretagne (royaume de) (851-939), puis (duché de) (939-1532)
- Bretagne insulaire
- Bulgarie[N 7]
  - Premier Empire bulgare
  - Second Empire bulgare
  - Royaume de Bulgarie
- Byzantin (empire) : nom donné en 1557 par Jérôme Wolf à l'Empire romain d'Orient[N 8].

## C
- Cahokia : site de la civilisation du Mississippi nord-amérindienne
- Calédonie : nom de l'Écosse pendant l'occupation romaine
- Californie (république de) (1846-1847)
- Cambrésis (comté de)
- Carie : royaume antique d'Anatolie
- Canaan (pays de)
- Cameroun (république fédérale)
- Cappadoce : royaume antique d'Anatolie
- Carnaro (régence italienne du)
- Carthage (empire maritime antique)
- Castille (royaume de) : ancien royaume du centre de l'Espagne actuelle.
- Catalogne (principauté de) : ancien État de la corounne d'Aragon.
- Ceylan (dominion de) : aujourd'hui Sri Lanka
- Cem Anahuac : Empire aztèque.
- Centrafrique (empire)
- Chagos (archipel des) : aujourd'hui base militaire américaine de Diego Garcia
- Chaldée : au sud-ouest de Babylone
- Champā (royaume de) : ancien royaume indianisé de Cochinchine
- Chan Chan : cité d'argile, capitale de l'Empire chimú au Pérou
- Chine (empire de)
- Chine (république de)
- Chola (empire) : dans l'actuelle Inde du Sud
- Cholula : cité précolombienne issue de la chute de Teotihuacan au Mexique
- Chypre (royaume latin de)
- Cilicie : royaume antique d'Anatolie[N 9]
- Cisalpine (république) : créée en juin 1797. Devint l'éphémère République italienne de 1802[N 10] ;
- Cispadane (république) : créée en décembre 1796 ; fut remplacée par la République cisalpine après union avec la République transpadane[N 11]
- Ciskei : ancien bantoustan de l'Afrique du Sud
- Coatlicamac : royaume côtier indépendant de l'Empire aztèque
- Cofitachequi : chefferie amérindienne
- Colchide : royaume antique, en Géorgie
- Commagène : royaume antique d'Anatolie
- Commonwealth d'Angleterre : création républicaine établie sous l'autorité d'Oliver Cromwell qui remplaça la royauté de 1649 à 1660[N 12]
- Comores :
  - État comorien (1975-1978)
  - République fédérale islamique des Comores (1978-2001) : devenue union des Comores
- Comtat Venaissin
- Congo (État indépendant du) : création et propriété personnelle du roi Léopold II de Belgique de 1885 à 1908
- Congrès (royaume polonais du) (1815-1915) : disparu au profit du royaume de Pologne (1916–1918)
- Connacht (royaume de) : un des quatre royaumes d'Irlande, à l'Ouest de l'île
- Conseils (république des) : dénomination des éphémères États socialistes proclamés en 1918-1922 en Europe et dans l'ex-Empire russe (sous le nom de « république socialiste soviétique » - voir « U » comme URSS)
- Constantinople (Empire latin de)
- Cordoue (émirat de)
- Corée (Empire coréen) : passé sous suzeraineté chinoise puis japonaise avant de disparaître en 1910
- Corse (république de)[N 13]
- Couman (empire)
- Courlande (duché de) ; Courlande et Sémigalie
- Cracovie (ville libre de)
- Crète minoenne
- Crimée :
  - Khanat de Crimée
  - République de Crimée[N 14]

## D
- Dacie (royaume de) : royaume des Daces (Ier siècle av. J.-C. - IIe siècle) ; conquis par l'Empire romain devient province romaine.
- Dahomey (royaume de) : ancien royaume de l'actuel Bénin, devenu État du Dahomey puis Bénin
- Dali (royaume de) : de 937 à 1253, actuel Yunnan en Chine
- Dalmatie (royaume de) : composante de l'Empire austro-hongrois aujourd'hui en Croatie
- Dál Riata (Irlande et Écosse)
- Danemark-Norvège (royaume de)[N 15].
- Dantzig (ville libre de) : ville libre entre 1919 et 1939, sous la protection de la Société des Nations
- Deira : royaume anglo-saxon qui fusionne avec la Bernicie au début du VIIe siècle pour donner la Northumbrie
- Delhi (sultanat de)
- Départements français disparus
- Dobroudja (despotat de) : issu en 1350 de la dissolution du Royaume bulgaro-valaque, conquis par l'Empire ottoman entre 1418 et 1421, partagé en 1878 entre la Bulgarie et la Roumanie ;
- Deux-Nations (république des) : créée en 1569 lors de la fin de dynastie des Jagellon par l'Union de Lublin entre le royaume de Pologne et le grand-duché de Lituanie ; disparue lors des différents partages de la Pologne au XVIIIe siècle ; aujourd'hui partagée entre la Lituanie, la Biélorussie, l'Ukraine, la Pologne orientale et la Russie occidentale
- Deux-Siciles (royaume des) : créé en 1816, conquis par les armées sardes et annexé au royaume d'Italie en 1860
- Djolof (empire du) : empire sénégambien
- Dombes (principauté des) : réunie à la couronne de France en 1762
- Domnonée (royaume de) : royaume qui recouvrait le Nord-Bretagne au VIe siècle ; royaume de Judicaël
- Dzoungarie : région mongole actuellement en territoire chinois

## E
- Ebla : ancienne cité-État du IIIe millénaire av. J.-C. de l'actuelle Syrie
- Écosse (royaume d') : double couronne écossaise et anglaise de la dynastie des Stuart au XVIIe siècle, intégration dans le Royaume-Uni en 1707
- Édesse (comté des croisés dans les actuelles Turquie et Syrie)
- Edom : royaume biblique
- Égypte antique
- Égypte (royaume d')
- Eburnie (Terre d') : actuelle Côte d'Ivoire
- Élam (royaume d') : royaume de Basse-Mésopotamie. Capitale : Suse. Intégré dans l'Empire perse
- Empire colonial français : Colonies, protectorats et territoires sous mandat de la France
- Épire : état grec médiéval d'Épire
- Escartons
- Espagne (république d')
- Essex (royaume d') : royaume anglo-saxon
- Est-Anglie (royaume d') : royaume anglo-saxon
- États confédérés d'Amérique : séparés des États-Unis, de manière échelonnée, à partir du 24 décembre 1860 et durant toute la guerre de Sécession, réintégrés dans les États-Unis en 1865
- États latins d'Orient
- État des Slovènes, Croates et Serbes : créé le 29 octobre 1918 sur les anciens territoires slaves méridionaux de l'Autriche-Hongrie, il s'unit à la Serbie en décembre 1918 pour former le royaume des Serbes, Croates et Slovènes qui deviendra le royaume de Yougoslavie en 1929
- États malais (fédération des) : union de différents territoires malais constituée progressivement au XIXe siècle, sous influence britannique, qui évolua vers la Malaisie actuelle
- États pontificaux : territoires de la papauté issus de l'Italie byzantine, annexés par le royaume de Sardaigne en 1860 et 1870 pour former le royaume d'Italie, sauf le réduit romain du Vatican qui deviendra formellement l'État de la Cité du Vatican en 1929
- Éthiopie (empire d')
- Étrurie (royaume d')
- Anciens pays en Europe
- Ezo (république indépendante d') (Japon)

## F
- Espagne franquiste : dictature nationaliste Espagnole
- Fatimide (empire)
- Fazughli (royaume de)
- Fidji (royaume des)
- Finlande (grand-duché de)
- Fiume (État libre de) : autour de la ville de Rijeka, aujourd'hui en Croatie
- Florence (république de) : autour de la ville de Florence, en Toscane
- Floride-Occidentale (république de)
- Formose (république de)
- Fortriú (Écosse)
- Français (empires)
- France (royaume de)
- Francs (royaume des)
- Fou-nan (royaume de) : ancien royaume du Cambodge
- Franceville

## G
- Galatie, royaume celte antique d'Anatolie
- Galice (royaume, Ve siècle-1833)
- Galicie-Volhynie (principauté médiévale en Europe de l'Est, sur le territoire de l'actuelle Ukraine)
- Galicie et Lodomérie (royaume dans l'empire d'Autriche, 1772-1918)
- Galles (principauté annexée par le royaume d'Angleterre au Moyen Âge)
- Gandhâra, civilisation ancienne de l'actuel Pakistan
- Gaule[N 16]
- Gênes (république de) (XIe siècle-1797)
- Genève (république de)
- Géorgie (royaume de)
- Germanie (royaumes de)
- Ghana (empire africain précolonial)
- Ghassanide (royaume)
- Ghaznévides (empire des) : État afghan
- Ghorides (empire des) : État afghan
- Gododdin (royaume de) : île de Bretagne
- Goryeo (royaume de) : royaume coréen
- Grèce (royaume de)
- Gréco-bactrien (royaume)
- Grenade (royaume de)
- Guaranis (république jésuite des) : État théocratique situé à cheval sur les États contemporains du Paraguay, de l'Argentine, du Brésil et de l'Uruguay (voir les articles Réduction et mission jésuite du Paraguay)
- Gupta (empire) : Etat hindou en Inde
- Guyane (république de la Guyane indépendante, puis Etat libre de Counani : dans le contesté franco-brésilien, actuel Etat brésilien d'Amapa)
- Gwent (royaume) gallois

## H
- Hadramaout (sultanat de) : sultanat intégré au Yémen
- Haïti (empire d') : Premier empire (1804-1806) et Second empire (1849-1859)
- Hambourg (ville libre de) : ville libre depuis le XIIe siècle qui s'est auto-proclamée indépendante avant l'intervention napoléonienne et l'intégration dans les structures impériales puis fédérales allemandes
- Han (dynastie et empire) : dynastie et empire chinois
- Hanovre (royaume de)
- Hatay (État du) dans les actuelles Turquie et Syrie
- Haumaka (royaume de) : ancien royaume de l'Île de Pâques, jusqu'à la déportation de 1862
- Haute-Volta : devenue Burkina Faso
- Hawaï (royaume d') : ancien royaume polynésien devenu une république le 4 juillet 1894
- Hawaï (république d') : ancienne république succédant au royaume d'Hawaï, annexée par les États-Unis le 7 juillet 1898
- Helvétique (république) : succéda à la Confédération des XIII cantons de 1798 à 1803[N 17]
- Hesse : landgraviat, grand-duché, Électorat
- Hittite (empire) : ancien empire en Anatolie
- Holstein (duché de)
- Hong-Kong (ancienne colonie britannique)
- Hongrie (royaume de)
  - Grande-principauté de Hongrie
  - Hongrie royale
  - Principauté de Hongrie septentrionale
  - Principauté transylvaine de Hongrie orientale
  - Royaume habsbourgeois de Hongrie
  - Royaume austro-hongrois de Hongrie
  - Régence de Hongrie
- Première Hongrie communiste (république des conseils de) : création de Béla Kun en 1919, dura six mois
- Seconde Hongrie communiste (république populaire de) : crée en 1946, dura 44 ans
- Horde d'or : État tatar (turco-mongol) créé par le petit-fils de Gengis Khan, Batu, qui fut démantelé en khanats par Tamerlan
- Horde Nogaï : confédération de tribus nomades succédant à la Horde d'or
- Houtsoulie : république ukrainienne proclamée en Ruthénie subcarpatique en 1919, envahie par la Hongrie et finalement rattachée à la première république tchécoslovaque
- Huahine (royaume d') : État polynésien d'Océanie (Iles-sous-le-Vent) reconnu indépendant en 1847 (Convention de Jarnac), devenu officiellement français le 19 mars 1898.
- Huari (empire) : empire andin du premier millénaire de notre ère
- Huronie : confédération amérindienne le long du fleuve Saint-Laurent
- Hyderabad, ancien Etat princier de l'Inde, sous le règne du nizam

## I
- Ibérie : Karthli(e), en Géorgie
- Ifni : ancien territoire colonial espagnol au Maroc
- Ilkhans (empire des) : ancien empire en Asie du Sud-Ouest
- Illyrie
- Inca (empire) : état précolombien en Amérique du Sud
- Inde (dominion de l') : État indépendant en 1947, devient une république en 1950
- Inde française, EFI
- Inde portugaise
- Indes occidentales (fédération des) : union créée sous l'égide de la Grande-Bretagne en 1958 réunissant la plupart des Antilles anglaises. Entité disparue en 1962 à la demande, notamment, de la Jamaïque et de Trinité-et-Tobago qui obtinrent leur propre État
- Indochine française : Cambodge, Laos, Tonkin, Annam, Cochinchine
- Indus (civilisation de l') : Pakistan
- Ingrie du Nord (république d') : indépendante de 1919 à 1920
- Iméréthie : ancien État de l'ouest de la Géorgie
- Indo-grecs (royaumes)
- Inini (territoire de l'), en Guyane française
- Irak (royaume d') : État souverain indépendant en 1932 ; devient une république en 1958
- Irlande (seigneurie puis royaume d')
- Irlande (État libre d') : État indépendant en 1922, devient une république en 1937
- Isaurie : royaume antique d'Anatolie
- Islande (royaume d') : État indépendant en 1918, devient une république en 1944
- Iroquois (confédération des six nations)
- Isin (royaume d') : ancien royaume mésopotamien
- Israël (royaume de Samarie ou d')
- Italie : anciens États italiens, Royaumes barbares, ostrogoth et lombard ; Royaume médiéval : carolingien puis dans le Saint-Empire ; Royaume napoléonien de 1805 à 1814[N 18] ; Royaume indépendant de 1861 à 1946

## J
- Japon (empire du)
- Jérusalem (royaume de)
- Johor (sultanat de) : sultanat malais qui a accepté le protectorat britannique en 1885
- Juda (royaume de)
- Judée (royaume puis province romaine)
- Jamahariya libyenne : régime instauré par le colonel Kadhafi renversé en 2011

## K
- Kalmar (Union de) : a réuni les trois royaumes scandinaves de Danemark, Suède et Norvège sous un seul monarque de 1397 à 1523.
- Kampuchéa Démocratique : ancien nom du Cambodge actuel entre 1976 et 1979 sous le régime des Khmers rouges
- Kanem-Bornou (royaume du Tchad fondé au VII siècle par les Kanembous )
- Kakhétie : ancien État de l'est de la Géorgie
- Karthli ou Cartvèle, Ibérie : ancien État du centre de la Géorgie
- Kachgarie : région chinoise à majorité musulmane, qui proclama son indépendance entre 1866 et 1876.
- Katanga : province de l'ancien Congo belge, ayant fait sécession grâce à l'appui des milieux d'affaires pro-occidentaux, puis rattaché à nouveau au Congo après une campagne militaire.
- Kazan (khanat de)
- Kent (royaume de) : royaume anglo-saxon
- Khazar (empire)
- Khiva (khanat de) : aujourd'hui en Ouzbékistan et Turkménistan
- Khmer (empire)
- Khmère (république) : État créé en 1970 et qui s'est effondré sous la pression des Khmers rouges en 1975
- Khorassan, province d'Iran
- Kiev (rus' de)
- Kish (royaume de) : ancien royaume sumérien
- Kitara (empire du) : état africain précolonial s'étendant sur les actuels Ouganda, république démocratique du Congo, Rwanda, Burundi et Tanzanie
- Koguryo (royaume de) : royaume coréen
- Kongo (royaume du) : Etat africain fédéral précolonial, s'étendant sur les actuels république du Congo, république démocratique du Congo, Gabon et Angola. Capitale: Mbanza-Kongo
- Koush (royaume de) : royaume africain antique situé au sud de l'Égypte antique
- Koushans ou Kouchans (empire) : état indo-européen en Asie

## L
- Laos (royaume du)
- Lado (enclave de)
- Lagash : ancienne cité-État mésopotamienne
- Lakhmide (royaume)
- Lan Xang (royaume de) : ancien royaume laotien dont le nom signifie million d'éléphants
- Lanna (royaume de) : ancien royaume thaï du nord de la Thaïlande
- Lapita : ancienne civilisation océanienne, entre la Nouvelle-Guinée et les îles Fidji
- Larsa (royaume de) : ancien royaume mésopotamien
- Lazique ou Egrisi, en Colchide, Géorgie
- Leinster (royaume de) : un des quatre royaumes d'Irlande, à l'est de l'île
- León (royaume de)
- Libertalia
- France Libre (1940-1945) Résistance face à l'Allemagne Nazi mis en place par le général de Gaule
- Libye (royaume de) : royaume disparu après le coup d'État du colonel Kadhafi contre le roi Idriss Es-Snousi en 1969.
- Limbourg (duché de)
- Ligurienne (république) créée en 1797 et intégrée à l'Empire français en 1805
- Lindsey (royaume de) : royaume anglo-saxon.
- Lituanie (royaume de) : créé à la faveur du couronnement papal du grand-duc Mindaugas, mais redevint grand-duché de Lituanie à la mort de son souverain
- Lituanie (grand-duché de) : XIIe siècle -1569, disparu lors de l'union avec la Pologne
- Lituanie centrale (république de) : de 1920 à 1922
- Livonie (royaume, duché de)
- Lodomérie (Volhynie) : voir Galicie
- Lombardie et Vénétie (royaume de)
- Lorraine (duché de) : duché indépendant issu de la Haute-Lotharingie, intégré au royaume de France en 1766
- Los Altos (pays) (république): de 27 janvier au 2 avril 1840
- Lotharingie (royaume de) ; Basse-Lotharingie ou Lothier ;
- Louisiane : libre en 1768-1769, colonie française vendue en 1803 aux États-Unis par Napoléon Bonaparte, Premier consul, puis Territoire d'Orléans
- Lounda
- Lozi (empire) : État africain précolonial s'étendant sur les actuelles Zambie et Angola
- Luba (empire) : Etat africain précolonial s'étendant dans le centre de l'actuelle république démocratique du Congo
- Lubeck (ville libre de) : ancienne ville libre
- Lucques (république de) : jusqu'en 1805, Lucques fut une ville libre (commune) dont le gouvernement collégial lui permettait de se définir comme républicaine
- Lucques (duché de)
- Lucques et Piombino (principauté de)
- Lycaonie, royaume antique d'Anatolie
- Lycie, royaume antique d'Anatolie
- Lydie, royaume antique d'Anatolie

## M
- Macao (ancienne colonie portugaise)
- Macédoine (royaume de) : royaume antique des Balkans
- Madagascar (royaume de) : Merina
- Magadha, en Inde
- Mahabad (république de)
- Majapahit (royaume de) : ancien empire maritime indonésien
- Majorque (royaume de) : de 1276 à 1349
- Makurie (royaume)
- Malais (États)
- Mali (empire du) : état africain précolonial
- Mali (fédération du) : fédération constituée des colonies françaises correspondant aux actuels Mali et Sénégal, elle proclame son indépendance le 20 juin 1960. Cette fédération éclate quelques mois plus tard et la république du Mali est proclamée le 22 septembre 1960.
- Malte (ordre de)
- Malacca (sultanat de) : royaume malais créé au XVe siècle qui étendit son influence sur la péninsule avant de devoir composer avec les influences portugaises, hollandaises et anglaises pour devenir un des Straits Settlements en 1824
- Mandchoukouo : État fantoche créé par les Japonais de 1932 à 1945. Correspond à la province chinoise de Mandchourie
- Marathe (empire) : état hindou en Inde
- Mari : ancienne cité-État mésopotamienne
- Marmatie : ancien voïvodat vassal de la Hongrie. Aujourd'hui partagé entre la Ruthénie subcarpathique (Ukraine) et le Judeţ de Maramureş (Roumanie)
- Massa et Carrare : duché de Massa et principauté de Carrare, réunis au duché de Modène en 1829
- Mataram (royaume de) : ancien royaume de Java
- Maurétanie (royaume de) : ancien royaume de l'ouest de l'Afrique du Nord intégré dans l'Empire romain au IIe siècle
- Maurya (empire) : État hindou en Inde
- Mayas (cités-États  dans les actuels Mexique, Belize et Guatemala)
  - Abaj Takalik ou Takalik Abaj
  - Altun Ha
  - Cancuen
  - Cayuub ou Cayhup
  - Chichén Itzá
  - Cival
  - Cobà ou Coba
  - Copán
  - Edzná
  - El Mirador
  - Iximché
  - Kaanal ou Calakmul
  - Kaminaljuyu
  - Lamanai
  - Mayapan
  - Mutal ou Tikal
  - Palenque ou Baak'al ou Lacamha
  - Piedras Negras
  - Qumarcaj ou Utatlan
  - Rabinal
  - Seibal
  - Siaan K'aan ou Uaxactun
  - Tayasal : dernier des royaumes mayas, détruit en 1697
  - Tonina
  - Uxmal
  - Xcalumkin : prospère de 300 à 900 environ
  - Xunantunich
  - Xpuhil ou Xpujil
  - Yaxchilan
  - Zaculeu
- Mecklembourg (duché, deux grands-duchés)
- Médie : dans l'aire des anciens peuples iraniens
- Memel : ville située entre la Lituanie et la Prusse-Orientale, autonome entre 1919 et 1923.
- Mercie : royaume anglo-saxon
- Merina ou royaume de Madagascar : apparu vers le XIIe siècle et aboli par le pouvoir colonial français en 1897
- Mésopotamie (civilisations, villes-États, royaumes, empires)
- Metz (république de) : Micro-Etat fondé au XIIIe siècle et qui perdurera de facto jusqu'en 1552 et officiellement en droit international jusqu'en 1648
- Metztitlán : royaume indépendant de l'Empire aztèque
- Mexique (empire du) : Premier empire (1822-1823) et Second empire (1864-1867)
- Mide : cinquième royaume d'Irlande, royaume du milieu, autour de Tara, siège du roi suprême de l'île
- Mingrélie : principauté de Géorgie
- Mistra : état grec médiéval du Péloponnèse
- Mitanni : ancien royaume de la Haute Mésopotamie
- Moab : royaume biblique, en Jordanie
- Moche : centre de l'Empire mochica
- Modène (duché de) : conquis par les armées sardes et annexé au royaume d'Italie en 1860
- Moghol (empire) : état musulman en Inde
- Mohéli : sultanat intégré, sous protectorat français dans l'archipel des Comores
- Moldavie : principauté roumanophone de 1359 à 1859, partagée aujourd'hui entre la Roumanie, la république de Moldavie et l'Ukraine
- Moldavie : république de 1917 à 1918, séparée de la République russe, combattue par les bolcheviks et unie à la Roumanie au bout de quelques mois d'indépendance
- Moluques du Sud (république des) : province rebelle d'Indonésie en 1950
- Mongol (empire)
- Mongolie du Bogdo
- Monomotapa : empire d'Afrique australe
- Moravie (principauté, duchés, margraviat de), et Grande-Moravie (royaume de)
- Morée : état grec médiéval du Péloponnèse
- Moresnet neutre : territoire neutre entre la Belgique et la Prusse entre 1816 et 1919
- Moscou (grande-principauté de)
- Mulhouse (république de) : rattachée à la République française en 1798
- Munster (royaume de) : un des quatre royaumes d'Irlande, au sud de l'île
- Murcie (Taïfa de)
- Mustang (royaume de) : royaume indépendant intégré au Népal en 1951
- Mycènes, cité-royaume de la Grèce antique
- Mysie, royaume antique d'Anatolie

## N
- Nabatéen (royaume)
- Nan Madol : ancienne cité-Etat de Pohnpeï en Micronésie
- Naples (royaume de) : royaume créé par la Maison d'Anjou après son expulsion de Sicile en 1282
- royaume de Naples, pendant les guerres napoléoniennes[N 19] ; intégration dans le royaume des Deux-Siciles en 1816
- Navarre (royaume de) : annexé par le royaume de France en 1790 (pour la Basse-Navarre), après que les deux couronnes furent unies personnellement en 1284-1305, 1314-1328 et 1589-1620, puis par édit de Louis XIII en 1620 (union réelle, par l'édit de Pau). La Haute-Navarre relève de l'Espagne depuis 1512/1516
- Negeri Sembilan : ancien État malais
- Nekor (émirat de) : principauté ayant existé dans le Rif de 710 jusqu'en 1019
- Népal (royaume du)
- Neuchâtel (principauté de) : comté médiéval, puis sous l'autorité du roi de Prusse en 1707-1848 avec rattachement à la Suisse en 1815
- Neustrie (royaume de)
- Ngwane : nom éphémère du Swaziland lors de son indépendance
- Nicée (empire de) : état grec médiéval dans le Nord-Ouest de l'Anatolie
- Nobatie (royaume)
- Northumbrie
- Nouvelles-Hébrides (Condominium des)
- Novgorod (République de)
- Nubie (royaume de) : royaume de la vallée du Nil dans l'Antiquité, au sud de l'Égypte
- Numidie : confédération de royautés Berbères, dans l'actuelle Algérie, jusqu'à la conquête romaine
- Ñudzahui : fédération des royaumes mixtèques

## O
- Odrysie, royaume antique des Balkans
- Oldenbourg (grand-duché)
- Ottoman (empire), ou « Sublime porte » : empire turc (1299-1922)
- Ouaddaï (royaume du) (Tchad)
- Ougarit
- Orange (État libre d') : État boer créé en 1854 et intégré dans l'Union sud-africaine en 1910, province d'Afrique du Sud appelée de nos jours État-Libre.
- Orange (principauté d')
- Ostrogoth (royaume)
- Ouzbékistan : avec les trois khanats de Khiva, Boukhara (dont Samarcande), et Kokand

## P
- Pagan (royaume de) : ancien état birman (1044-1287)
- Pahang : ancien État malais
- Pakistan (dominion du) : État indépendant en 1947, devient une république en 1956
- Palatinat du Rhin
- Palatinat ou République palatine (1923-1924)
- Palmyre : royaume syrien
- Pampelune (royaume de), à l'origine du royaume de Navarre
- Pamphylie : royaume antique d'Anatolie
- Paphlagonie : royaume antique d'Anatolie
- Parme et Plaisance (duché de) : conquis par les armées sardes et annexé au royaume d'Italie en 1860
- Parthénopéenne (république) : éphémère république créée par les Français en 1799, en remplacement du royaume de Naples avant son rétablissement par Napoléon
- Parthie (empire) : ancien empire en Asie du Sud-Ouest (cf. l'article Empire perse)
- Patagonie-Araucanie (royaume de)
- Pays-Bas, Pays-Bas espagnols, Pays-Bas autrichiens
- Perak : sultanat indépendant du Siam en 1826 avant d'intégrer la fédération des États malais en 1895
- Pergame (royaume hellénistique antique)
- Perse (empire) : devenu l'Iran en 1935 ; voir notamment les cartes des articles Empire sassanide et Sogdiane, ainsi que les articles Perside, Bactriane et Susiane
- Phénicie
- Philistie
- Phrygie : royaume antique d'Anatolie
- Pologne (royaume de) (1916-1918)
- Pologne (deuxième république de) (1918-1939)
- Polynésie (en Océanie), dont les Iles-sous-le-Vent
- Pont (royaume grec antique)
- Pont (république du)
- Portugal (royaume de) (1139-1910)
- Piombino (principauté de) : État souverain situé dans le centre de la Toscane, constitué en 1399, qui sera intégré au grand-duché de Toscane au début du XVIIIe siècle, et associé à Lucques par Napoléon (principauté de Lucques et Piombino).
- Pount (pays de) : région dénommée ainsi par les anciens Égyptiens, sans doute la côte sud de la mer Rouge, avec laquelle ils avaient des relations commerciales
- Précolombiens (Civilisations, peuples, royaumes, empires)
- Principautés Unies (Les) : union de Moldavie et Valachie de 1859 à 1881, devenue royaume de Roumanie
- Provence (royaume de) : royaume indépendant de 855 à 928 (dont la Bourgogne Cisjurane) ; puis royaume d'Arles
- Provinces-Unies (république des) : entité créée en 1648 regroupant les provinces des actuels Pays-Bas, et ayant disparu avec la création de la République batave établie après la bataille de Fleurus en 1794
- Provinces unies d'Amérique centrale : fédération de six pays d'Amérique centrale, entre 1823 et 1840
- Prusse (duché de) (1525-1618)
- Prusse (royaume de) : royaume indépendant de 1701 jusqu'à la création de l'empire allemand le 18 janvier 1871 mais dont il est le principal composant jusqu'au 9 novembre 1918, lors de l'abolition de la monarchie

## Q
- Qin : l'un des Royaumes combattants (il unifia la Chine en 221 av. J.-C.)

## R
- Rashidun (califat de)
- Raj Britannique  (colonie britannique de) (1858 -1947)
- Raguse (république de) (1358-1808) ou république de Dubrovnik
- Raiatea (royaume de) : État polynésien d'Océanie reconnu indépendant en 1847 (Convention de Jarnac pour les Iles-sous-le-Vent) devenu officiellement française en 1888
- Ratcha, duché en Colchide et Ibérie, Géorgie
- République des Allobroges
- République arabe unie : pays créé en 1958 par l'union de l'Égypte nassérienne et de la Syrie, et disparu en 1961, bien que l'Égypte ait continué d'être appelée sous ce nom jusqu'en 1971
- République batave
- République rauracienne (1792 - 1793)
- République Riograndense (1836 - 1845)
- République romaine
- République rhénane (1923-1924)
- Rhétie
- Rhodésie
- Rimatara (royaume de) : État polynésien d'Océanie qui passe sous protectorat français en 1889 puis annexé à celle-ci en 1901.
- Romain (empire)
- Romain d'Occident (empire)
- Romain d'Orient (empire), dit « byzantin » par H. Wolf depuis 1557
- Roumanie (royaume de) : de 1881 à 1947
- Rurutu (royaume de) : État polynésien d'Océanie qui passe sous protectorat français en 1889, puis annexé à celle-ci en 1900.
- Russie (empire, remplacé en février 1917 par la République russe)
- Russie (république, remplacée en octobre 1917 par des République socialistes soviétiques qui en 1922 formèrent l'URSS)
- Ryūkyū (royaume de)
- Royaume uni des Pays-Bas : de 1815 à 1830
- Royaume-Uni de Portugal, du Brésil et des Algarves : de 1815 à 1822

## S
- Saint-Empire romain germanique confédération d'États germaniques indépendants. L'État dominant est l'empire d'Autriche
- République espagnole nom de l'Espagne de 1873 à 1874 et de 1931 à 1939, périodes durant lesquelles ce pays a connu un régime républicain.
- Saba : royaume de l'Arabie heureuse dans l’Antiquité ; correspondant approximativement à l’actuel Yémen
- Sahara espagnol, ancienne colonie espagnole jusqu'en 1976, puis Sahara occidental disputé entre le Maroc et le Sahraoui
- Saint-Malo (république de) : la ville de Saint-Malo a proclamé son indépendance le 11 mars 1590 ; elle a duré jusqu'en 1594
- Saint-Tropez (république de) : de 1470 à 1672
- Salm-Salm (principauté de) : État souverain de 1751 à 1793, dont la capitale était Senones (Vosges)
- Salo (république de) ou République sociale italienne : État fantoche créé par Hitler au nord de l'Italie, pour remettre en selle Mussolini, pendant la Seconde Guerre mondiale (de 1943 à 1945)
- Samtskhé-Saatabogo : ancien État du Sud de la Géorgie
- Sarawak : ancien sultanat indépendant de Bornéo administré par une dynastie de rajas d'origine européenne à partir de 1840. Dévasté lors de l'invasion japonaise de 1942. Devint colonie anglaise en 1946. Rejoignit la fédération de Malaisie en 1963
- Sardaigne (royaume de)
- Sarre : statuts particuliers de 1920 à 1935 (Saargebiet) et de 1947 à 1957 (Saarland)
- Sassanide (empire)
- Savoie (duché de, puis partie intégrante du royaume de Sardaigne, avec le Piémont) : annexée à la France en 1860 avec le comté de Nice
- Saxe (royaume de) : royaume qui a existé de 1806 à 1918, intégré dans l'Empire allemand en 1871
- Saxe-Cobourg-Saalfeld (duché de) : duché du Saint-Empire romain germanique puis de la Confédération germanique qui a existé de 1735 à 1826
- Saxe-Cobourg et Gotha (duché de) : duché de la Confédération germanique puis de l'Empire allemand qui a existé de 1826 à 1918.
- Saxe-Lauenbourg (duché de) : intégré dans l'Empire allemand après la guerre des duchés de 1864
- Scythiques (royaumes), dont le royaume du Bosphore
- Schleswig (duché de)
- Selangor : ancien État malais
- Sénégambie (confédération de) : confédération entre le Sénégal et la Gambie, du 1er février 1982 au 30 septembre 1989
- Serbes, Croates et Slovènes (royaume des) : constitué en 1918, il prit le nom de royaume de Yougoslavie en 1929 à partir du règne d'Alexandre Ier de Yougoslavie
- Serbie-et-Monténégro : union ayant pris fin en 2006 à la suite de la proclamation de l'indépendance du Monténégro
- Shanghaï (concession internationale)
- Shrîvijaya (royaume hindouiste du détroit de Malacca)
- Siam : ancien nom de la Thaïlande, sans changement de frontières
- Sibir (khanat de) : en Sibérie occidentale (qui lui doit son nom), aujourd'hui en Russie
- Sicile, Deux-Siciles : royaumes italiens
- Sijilmassa (émirat de) : ancienne principauté ayant existé dans le Tafilalet entre 758 et 1055
- Sikkim : ancien royaume, intégré dans l'Inde en 1975 après un référendum
- Silla : ancien royaume coréen
- Sipán (royaume de) : royaume des Andes précolombiennes.
- Slovaquie (république des conseils) : proclamée en juillet 1919, ne dura que trois semaines
- Sobrarbe (comté de)
- Soissons (royaume de) Ancêtre du royaume des Francs
- Somaliland : ancien territoire britannique devenu indépendant le 26 juin 1960 avant de s'unifier avec l'ancienne Somalie italienne lors de la proclamation de sa propre indépendance le 1er juillet de la même année
- Songhaï (empire) : état africain précolonial
- Souzdal (principauté de) : voir Vladimir
- Sparte
- Strathclyde (royaume de)
- Sud-Kasaï : État sécessionniste créé peu après l'indépendance du Congo belge, rejoignit la république démocratique du Congo après intervention du pouvoir central
- Suède-Norvège (royaume de)
- Suèves (royaume des)
- Sumer
- Sussex (royaume de) : royaume anglo-saxon
- Syrie ancienne
- Syrie baathiste

## T
- Tahiti (royaume de) : État créé par Pomaré Ier en 1791 et qui passa sous protectorat français en 1842, dans les Iles-du-Vent
- Taïfas (royaumes des), en Espagne musulmane
- Tajìn (royaume de) : royaume totonaque de 200 à 1000 de notre ère
- Tamilakam : royaume tamoul ayant existé au Sud de l'Inde (Kérala, Tamil Nadu) et sur une partie du Sri Lanka
- Tamil Eelam : ancien État se trouvant sur l'île du Sri Lanka, ayant disparu à la suite de la guerre civile
- Tanganyika : indépendant en 1961, devenu partie de la Tanzanie en 1964 après union avec Zanzibar
- Tanger (zone internationale), au Maroc
- Tarasque (royaume) : rival de l'Empire aztèque, centré sur Tzintzuntzan
- Tartarie
- Tchécoslovaquie : fondée en 1918, séparation amiable le 31 décembre 1992 et formation de deux nouveaux États : la République tchèque et la Slovaquie
- Teutonique (ordre)
- Teotihuacan : cité-état méso-américaine précolombienne, de 300 av. J.C. à 600 de notre ère
- Tenochtitlan : cité-état, capitale de l'Empire aztèque
- Terre-Neuve (dominion de) : fusion avec le Canada le 1er avril 1949 par référendum
- Texas : ancienne république indépendante, devenue un Etat américain en 1845
- Théodoros : principauté grecque médiévale en Crimée
- Thrace : royaume antique pour Lysimaque, l'un des diadoques d'Alexandre
- Tibet : Pays incorporé à la Chine en 1951
- Timouride (empire)
- Tiwanaku : vaste empire andin du début de notre ère
- Tiwantinsuyu : voir aussi Empire inca
- Tlaxcala : État indépendant de l'Empire aztèque
- Tlemcen (royaume): État Algérien pré-coloniale
- Toscane (grand-duché de)
- Toucouleur (empire) : état africain précolonial
- Tototepec : royaume mixtèque indépendant de l'Empire aztèque
- Transcaucasie : regroupement de la Géorgie, l'Azerbaïdjan et l'Arménie sous un gouvernement unique entre 1917 et 1918
- Transjordanie : devenue Jordanie
- Transkei : état indépendant de 1976 à 1994 ; aujourd'hui en Afrique du Sud
- Transpadane (république) : état éphémère créé en novembre 1796 à la faveur des victoires de Bonaparte en Italie sur l'Autriche et les Sardes. Remplacé en juin 1797 par la République cisalpine
- Transvaal : devenue une province puis une région d'Afrique du Sud
- Transylvanie (principauté de) : état à majorité roumanophone, dirigé par la noblesse hongroise de 1112 à 1867 (et, pour cette raison, appelé « royaume de Hongrie orientale » par l'historiographie hongroise), vassal de l'ancienne Hongrie de 1112 à 1526, partie orientale de la Hongrie de 1867 à 1918, et partie de la Roumanie depuis 1918
- Trébizonde (empire de) : état grec médiéval sur les côtes de la mer Noire
- Trieste (territoire libre de)
- Triple-Alliance : l'empire centré sur l'alliance de Tlacopan, Texcoco et Mexico ; voir aussi : Empire aztèque
- Tripoli (comté de)
- Troade, royaume antique d'Anatolie, autour de Troie
- Tula : centre de l'Empire toltèque
- Tunis (régence de)
- Tver (principauté de) : incorporée à la principauté de Moscou en 1485

## U
- Ukraine occidentale (république populaire d') : proclamée en 1918 en Galicie orientale, à la fin de la Première Guerre mondiale, disputée entre les Bolcheviks russes et la Pologne en 1919, et rattachée à la Pologne en 1920
- Ukraine orientale (république populaire d') : proclamée en 1918 en Ukraine russe, conquise par l'Armée rouge en 1920 et transformée en république socialiste soviétique d'Ukraine
- Ulster : un des quatre royaumes d'Irlande, au nord de l'île
- Umma : ancienne cité-État du pays de Sumer
- Union des républiques socialistes soviétiques (URSS) : de 1922 à 1991[N 20], l’actuelle fédération de Russie en est l’état continuateur
- Union d'Afrique du Sud : fédération créée en 1910 remplacée par la République sud-africaine en 1960
- Ur : cité-État mésopotamienne, puis empire
- Uruk : ancienne cité-État mésopotamienne

## V
- Valachie : principauté roumanophone de 1330 à 1859, issue de la dissolution du Royaume bulgaro-valaque, fait partie aujourd'hui de la Roumanie
- Valais (république du) : rattaché à la France en 1810 en tant que département
- Valence (royaume de)
- Vandale (royaume)
- Varsovie (duché de) : (1807-1815)
- Venda : ancien bantoustan d'Afrique du Sud
- Venise (république de) (697-1797)
- Vercors (république libre du) (juin-juillet 1944)
- Vermont : indépendant de 1777 à 1791
- Viêt Nam (État du)
- Viêt Nam (république du) (également appelé « Viêt Nam du Sud ») : conquise et annexée par le Viêt Nam du Nord communiste pour former l'actuelle république socialiste du Viêt Nam
- Viêt Nam (république démocratique du) (également appelé « Viêt Nam du Nord »)
- Viêt Nam (empire du) : état passé sous protectorat français au XIXe siècle, qui fut scindé au niveau du 17e parallèle entre « Viêt Nam du Nord » et « Viêt Nam du Sud »
- Vladimir-Souzdal (principauté de)
  - France de Vichy état satellite de l'Allemagne Nazis après la capitulation française

## W
- Wallmapu (es) (Pays Mapuche) : les Mapuches sont un peuple amérindien du Chili et d'Argentine
- Wessex (royaume de) : royaume anglo-saxon
- Westphalie (royaume de) : royaume créé par Napoléon (1806-1813)
- Wisigoth (royaume) : Espagne wisigothe
- Wurtemberg (royaume de) : royaume au sud de l'Allemagne, de 1806 à 1871

## X
- Xochicalco (royaume de) : royaume toltèque issu de la chute de Teotihuacan

## Y
- Yémen (république arabe du) ou Nord Yémen : exista de 1962 à 1990 avant sa réunification avec le Sud Yémen
- Yémen (république démocratique populaire du) ou Sud Yémen : correspondant au Sud du Yémen actuel, ancienne colonie britannique, indépendant de 1967 à 1990, date à laquelle il fut unifié avec le Nord Yémen
- Yémen (royaume mutawakkilite du) : royaume indépendant à partir de 1918, exista jusqu'en 1962 avant de devenir la république arabe du Yémen
- Yopitzinco : pays des Yopis, indépendant de l'Empire aztèque
- Yougoslavie (royaume de puis république fédérative socialiste de, puis république fédérale de) : royaume de 1929 à 1941, puis république socialiste fédérale de 1943 à 1991, regroupant les États actuels de Bosnie-Herzégovine, Croatie, Macédoine du Nord, Serbie, Monténégro et Slovénie. Réduite au territoire de la Serbie et du Monténégro après la sécession des autres États sous le nom de « république fédérale de Yougoslavie », la Yougoslavie a formellement cessé d'exister en 2003. Le Monténégro a proclamé son indépendance en 2006, mettant fin, de fait, à cette union avec la Serbie
- Yucatán (république du) : exista de 1841 à 1843 et de 1846 à 1848 avant sa réincorporation à la fédération du Mexique

## Z
- Zaïre : ancien nom de la république démocratique du Congo de 1971 à 1997
- Zanzibar : archipel indépendant de 1963 à 1964, s'unit alors avec le Tanganyika pour devenir la Tanzanie
- Zapotèques (pays des)
- Zoulou (royaume)

## Sources
1. ↑  Sources principales : Bjorn Berge, Atlas des pays qui n'existent plus, Autrement, 2019, et Jean-Claude Rolinat, Dictionnaire des États éphémères ou disparus de 1900 à nos jours. Éditions Dualpha, coll. « Vérités pour l'histoire », Coulommiers, 2005. 514 p., 21 cm.  (ISBN 2-915461-40-6).